# Akko
Akko hay Acre (tiếng Hebrew: עַכּוֹ, ʻAkko; tiếng Ả Rập: عكّا, ʻAkkā, tiếng Hy Lạp cổ đại: Ἄκρη Akre) là một thành phố nhỏ ở phía Tây Galilee thuộc miền Bắc Israel, nằm ven Địa Trung Hải tại phần cực bắc vịnh Haifa, với diện tích 13,533 km², có dân số hơn 46.000 người (năm 2011).

## Lịch sử
Trong lịch sử, thành phố đã từng thuộc về Hy Lạp vào khoảng năm 165 TCN. Đến năm 395, Akko rơi vào tay Đế chế Byzantine. Thời kì sau đó, Akko lần lượt nằm dưới sự cai trị của người Arab, Ottoman, sau đó ủy trị cho người Anh cho đến năm 1947. Đến ngày 17/5/1948, Akko chính thức về tay Israel, chấm dứt cuộc tranh chấp dai dẳng giữa Ả Rập và Israel.

## Di sản kiến trúc đô thị - Thành cổ Akko
Với một bề dày lịch sử lâu đời như vậy, Akko còn lưu giữ rất nhiều nét văn hóa, kiến trúc qua các thời đại. Khu thành phố cổ Akko là thành phố cảng có tường gạch bao quanh, mang tính chất phòng thủ được xây dựng từ thời Ottoman (thế kỉ 18, 19) với đầy đủ yếu tố cấu thành đô thị điển hình như thành lũy, nhà thờ Hồi giáo, Khan (một dạng quán trọ), nhà tắm công cộng. Những di tích của một thành phố Thập tự chinh xây dựng từ khoảng năm 1104 – 1291, hầu như còn nguyên vẹn, nằm trên và dưới nền đất ngày nay, ghi lại dấu ấn về một thủ phủ của vương quốc thập tự chinh Jerusalem thời Trung cổ.
Năm 2001, khu thành phố cổ này đã được UNESCO công nhận là Di sản văn hóa thế giới theo tiêu chí (ii), (iii), (v). 
- Tiêu chí (ii): Akko vẫn còn giữ được những di tích quan trọng của một đô thị Trung Cổ rất đặc trưng bên cạnh các di tích của thành lũy thành phố Hồi giáo thế kỉ 18, 19.
- Tiêu chí (iii): Các di tích của đô thị Trung Cổ, cả phần ngầm và phần nổi, cho thấy nét độc đáo về cách bố trí và kết cấu của thành phố thời kì này.
- Tiêu chí (v): Thành phố Akko ngày nay là một thí dụ quan trọng về thành phố có lũy thời Ottoman, với các yếu tố cấu thành đô thị điển hình như thành lũy, nhà thờ hồi giáo, Khan, nhà tắm công cộng, được bảo tồn tốt, một số phần được xây dựng ngay trên các công trình thời Trung cổ từ thế kỉ 12, 13.

### Các di tích lịch sử - văn hóa trong khu thành cổ Akko
- Nhà thờ Hồi giáo Jezzar Pasha

Nhà thờ Hồi giáo Jezzar Pasha được xây dựng từ thời Ottoman TK 18 theo phong cách kiến trúc Byzantine có ảnh hưởng phong cách Ba Tư. Một vài nét kiến trúc đặc trưng là vòm và tháp, cùng với các kiosk (để phân phối nước giải khát, trà, bia) và một sân trong rộng. Trước đây, nhà thờ sơn màu trắng, nhưng hiện nay nó đã được sơn lại màu xanh. Ngọn tháp có một cầu thang cuốn dẫn lên với 124 bậc thang. 

Đây là nhà thờ Hồi giáo lớn nhất Israel. 
- Nhà tắm công cộng

Được xây dựng từ năm 1795 bởi Jezzar Pasha (vua của Ottoman thời bấy giờ), nhà tắm hơi công cộng ở Akko có cụm phòng tắm nóng, phòng xông hơi hình bát giác với bể nước cẩm thạch. Nó nổi tiếng chủ yếu là do được quân đội Irgun sử dụng làm cầu nối tới nhà tù trong pháo đài. 
- Lũy chắn

Bức lũy chắn nhằm mục đích phòng thủ được xây dựng phía Bắc và phía Đông thành phố vào năm 1800 – 1814 bởi Jezzar Pasha và người cố vấn Do Thái Haim Farhi. Bức tường là cảnh nổi bật nhất khi đến thăm Akko. Nó là một công sự chống pháo gồm một bức tường phòng thủ, hào, tiền đồn đại bác và ba tháp phòng thủ lớn. Đây là một di tích gần như còn nguyên vẹn. 
- Đường hầm dòng Đền

Khoảng nửa cuối thế kỉ 12, các tu sĩ dòng Đền đã xây dựng phố riêng cho họ ở phía tây bắc Akko. Lối vào của pháo đài được bảo vệ bởi 2 ngọn tháp cao cùng tường chắn dày 28 foot. Ở mặt kia của tháp canh còn có 2 tháp nhỏ hơn, trên đỉnh đều có sư tử mạ vàng.
Một đường hầm dẫn về phía Đông của pháo đài, phần bậc thấp của đường hầm này được tạc từ đá nguyên khối. 
- Thành Akko

Được xây dựng dưới thời Ottoman, thành trì này là một phần trong hệ thống phòng thủ của Akko khỏi sự xâm lược của quân phương Bắc. 

Ngày nay, thành Akko bao gồm những bộ phận sau:

- Công sự thời Ottman (gồm tháp và hào)

- Khu tham quan thành phố cổ Akko

- "Khu vườn bị phù phép" – khu vườn còn giữ lại dấu tích của các cuộc Thập tự chinh trong lịch sử. 

- Nhà tù của Anh và giá treo cổ

- Đại sảnh Các Hiệp sĩ...
- Khan (quán trọ)

Khan A-Shawarda (quán trọ cho những người lái buôn), Khan A-Shuna (quán trọ để xe ngựa), Khan Al-Omdan, Khan Al-Faranj... là những quán trọ được xây dựng từ thế kỉ 16-18. Những Khan này đều có sân trong rất rộng và kết hợp hoặc chồng lên những di tích từ thời Trung cổ còn sót lại.